# André Juillard
André Juillard (Parigi, 9 giugno 1948 – Penvénan, 31 luglio 2024) è stato un fumettista francese.

## Biografia
Dopo aver studiato alla École nationale supérieure des arts décoratifs di Parigi cominciò la sua carriera collaborando con la rivista francese Formule 1 per cui disegnò la storia western La Longue Piste de Loup Gris su testi di Claude Verrien. Per la rivista Djin riadattò Romeo e Giulietta. Nel 1976 cominciò a disegnare su testi di Claude Verrien le storie del cavaliere Bohémond de Saint-Gilles pubblicato su Formule 1. Nello stesso periodo per Djin collaborò a due storie a fumetti: Isabelle Fantouri su testi di Jacques Josselin e Les Cathares su testi di Didier Convard.
Fra il 1983 e il 1991 disegnò il ciclo Le 7 vies de l'Épercier con la sceneggiatura di Patrick Cothias per la casa editrice francese Glénat.
Nel 1995 vinse il premio Alph-Art du meilleur album français al Festival international de la bande dessinée d'Angoulême con il fumetto Le Cahier bleu pubblicato dalla casa editrice Casterman.

## Opere

### Fumetti
La produzione fumettistica di Juillard fu quasi interamente tradotta in italiano con ancora inedite solo alcune storie brevi, realizzate per vari volumi antologici nel corso degli anni e soprattutto la sua produzione giovanile, in particolare la serie in quattro volumi Bohémond de Saint-Gilles.
- Masquerouge (id.), per i testi di Patrick Cothias. 16 storie brevi di 10 tavole a colori l'una, pubblicate per la prima volta sulla rivista francese Pif Gadget.
In Italia furono pubblicate a puntate nel corso del 1997 e del 1998 sulla rivista Messaggero dei Ragazzi, e ristampate da Editoriale Cosmo nel 2013 in due albi in formato bonellide e in bianco e nero, dal titolo rispettivo La tomba degli innocenti e Trappola nella foresta. Dopo l'abbandono di Juillard, la serie proseguì successivamente con un altro disegnatore, Marco Venanzi.

1. Il fantasma
2. La ghiandaia e lo sparviero
3. Una pioggia d'oro in inverno
4. La tomba degli innocenti
5. Il prigioniero del piccolo castello
6. Masquerouge contro il ragno
7. L'inferno delle catacombe
8. Resa dei conti a Chantilly
9. I moschettieri
10. Ultimo atto
11. Caccia al nobile
12. Lo stregone di Notre Dame
13. La ranocchia e il cavaliere
14. Il marchio del Condor
15. Uno sparviero in gabbia
16. Il grande lupo

- Le 7 vite dello Sparviero (Le 7 vies de l'Épervier), per i testi di Patrick Cothias; è al contempo prequel e sequel di Masquerouge. Sette storie di 46 tavole a colori l'una, pubblicate per la prima volta sulla rivista francese Vécu.
In Italia La morte bianca fu pubblicata a puntate nel corso del 1984 e del 1985 sulla rivista Orient Express. Venne ristampata da Glénat Italia nella collana Le avventure della storia, che fra 1986 e 1993 propose anche tutte le successive. Tutte le storie sono state infine ristampate da Lizard Edizioni fra 1999 e 2000 in sette volumi, e da Mondadori nel corso del 2013 nella collana Historica, in due volumi (che raccolgono rispettivamente le prime quattro e le ultime tre) intitolati Enrico IV e Luigi XIII.

1. La morte bianca
2. Il tempo dei cani
3. L'albero di maggio
4. Hyronimus
5. Il signore degli uccelli
6. La parte del diavolo
7. Il segno del condor

- Arno (id.), per i testi di Jacques Martin. Tre storie di 46 tavole a colori l'una, pubblicate per la prima volta sulle riviste francesi Circus e Vécu fra 1983 e 1987.
In Italia furono pubblicate per la prima volta da Glénat Italia nella collana Le avventure della storia, in tre volumi fra 1986 e 1988.

1. La picche rossa
2. L'occhio di Keops
3. Il pozzo nubiano

- Il quaderno blu (Le cahier bleu), per i testi dell'Autore. Due storie di 62 e 52 tavole a colori rispettivamente; la prima venne pubblicata per la prima volta a puntate nella rivista francese (À SUIVRE) nel corso del 1993, la seconda direttamente in volume nel 1998 per i tipi di Casterman.
In Italia 'Il quaderno blu fu pubblicata per la prima volta nel corso del 1994 sulla rivista Comic Art, e ristampata nel 2019 da Acme Comics in un volume unico che comprende anche Dopo la pioggia, sino ad allora inedita.

1. Il quaderno blu
2. Dopo la pioggia

- Piuma al vento (Plume aux vents), per i testi di Patrick Cothias; è il sequel de Le 7 vite dello Sparviero. Quattro storie di 46 tavole a colori l'una, pubblicate per la prima volta in 4 volumi da Dargaud fra 1995 e 2001.
In Italia furono pubblicate per la prima volta da Lizard Edizioni in quattro volumi fra 1998 e 2003, e ristampate da Mondadori nella collana Historica in un tomo unico.

1. La pazza e l'assassino
2. Falco tonante
3. Il bel tenebroso
4. Grande spirito

- Blake e Mortimer (Blake et Mortimer), per i testi di Yves Sente. Otto volumi di una sessantina circa di tavole a colori l'uno, pubblicati per la prima volta fra 2000 e 2024 dalle Éditions Blake et Mortimer, etichetta di Dargaud.
In Italia sono stati pubblicati per la prima volta fra 2000 e 2024 da Alessandro Editore. I primi sei sono stati ristampati anche da RCS MediaGroup nell'ambito della collana allegata a La Gazzetta dello Sport Collana Avventura, nel corso del 2015 e del 2016.

1. La macchinazione Voronov
2. I sarcofagi del sesto continente

Parte 1: La minaccia universale
Parte 2: Il duello degli spiriti
1. Il santuario del Gondwana
2. Il giuramento dei cinque Lord
3. Il bastone di Plutarco
4. Il testamento di William S.
5. Firmato Olrik

- Léna (id.), per i testi di Pierre Christin. Tre volumi di 54 tavole a colori l'uno, pubblicati per la prima volta da Dargaud fra 2006 e 2020.
In Italia furono pubblicati per la prima volta a puntate nel corso del 2010 e del 2020 sulla rivista Lanciostory di Editoriale Aurea.

1. Il lungo viaggio di Léna
2. Léna e le tre donne
3. Nel braciere

- Mezek (id.), per i testi di Yann. Un volume di 60 tavole a colori, pubblicato per la prima volta nel 2011 da Le Lombard.
In Italia, fu pubblicato da Mondadori nella collana Historica nel 2020.

- Doppio 7 (Double 7), per i testi di Yann. Un volume di 64 tavole a colori, pubblicato per la prima volta nel 2018 da Le Lombard.
In Italia, fu pubblicato da Mondadori nella collana Historica nel 2019.

## Premi
- Nel 1995 ricevette l'Alph-art per il miglior albo a fumetti al Festival d'Angoulême.[3]
- Nel 1996 ricevette il Grand Prix de la ville d'Angoulême.[4]
- Nel 2000 ricevette il Premio Haxtur per la migliore storia breve.[5]